# Boophis tampoka
Boophis tampoka Köhler, Glaw, and Vences, 2008 è una rana della famiglia Mantellidae, endemica del Madagascar.

## Distribuzione e habitat
L'areale di questa specie è ristretto a due località, entrambe all'interno della Riserva naturale integrale Tsingy di Bemaraha, nel Madagascar occidentale: il fiume Beboka (18°47′03″S 44°46′46″E) e la foresta di Bendrao (18°47′04″S 44°51′37″E).

## Conservazione
Per la ristrettezza del suo areale originale, la IUCN classificava B. tampoka come specie in pericolo di estinzione (Endangered). Successivamente la specie è stata trovata in varie località del Madagascar settentrionale, e la nuova classificazione è di rischio minimo (Least Concern).